# Liburnascincus artemis
Liburnascincus artemis — вид сцинкоподібних ящірок родини сцинкових (Scincidae). Ендемік Австралії.

## Поширення і екологія
Liburnascincus artemis мешкають в горах Бамбукового хребта в центрі півострова Кейп-Йорк в штаті Квінсленд. Вони живуть серед гранітних скель у рідколіссях.